# جشنواره فیلم هنری ترنچیانسکه تپلیتسه
جشنواره فیلم هنری ترنچیانسکه تپلیتسه (انگلیسی: Art Film Fest) یک جشنواره بین‌المللی فیلم است که اندکی پس از انحلال چکسلواکی در سال ۱۹۹۳ در ترنسیانسکه تپلیسه اسلواکی تأسیس شد. اولین جشنواره سالانه در ۱۴ ژوئن ۱۹۹۳ تحت نظارت یونسکو آغاز شد. این جشنواره قدیمی‌ترین جشنواره بین‌المللی فیلم در این کشور است.
در سال ۲۰۱۶، در حالی که ۲۳ سال از تاریخ برگزاری این جشنواره می‌گذشت، جشنواره به کوشیتس، دومین شهر بزرگ اسلواکی منتقل شد.